# Israelische Badmintonmeisterschaft 1986
Die Israelische Badmintonmeisterschaft 1986 war die zehnte Austragung der nationalen Titelkämpfe von Israel im Badminton. Damendoppel und Mixed wurden nicht gespielt. Bronze im Dameneinzel gewann Aliza Moses.

## Sieger und Finalisten
| Disziplin    | Gold                    | Silber                        |
| ------------ | ----------------------- | ----------------------------- |
| Herreneinzel | Reuven Moses            | Yitzhak Serrouya              |
| Dameneinzel  | Bruria Serrouya         | Sigalit Moses                 |
| Herrendoppel | Reuven Moses Amir Moses | Victor Yusim Yitzhak Serrouya |